# Abu al Abyad
Abu al Abyad (Abū al-Abyaḍ o bien Abu al Jirab) es la más grande de alrededor de 200 islas a lo largo de la costa de los Emiratos Árabes Unidos. Está situada en el emirato de Abu Dhabi. Su superficie es de 306 kilómetros cuadrados (118 millas cuadradas). Asentamientos en la isla incluyen Al Jirab, Bu Lifiyat, y Jazirah.
La parte oriental de la isla se llama Al Jirab, mientras que la sección occidental se llama Muqayshiţ, y el punto más occidental de la isla se conoce como Ra’s Muqayshiţ.